# 丙子戰爭
丙子戰爭又稱「丙子胡亂」，指1636年（清太宗崇德元年、朝鮮仁祖十四年）清太宗称帝后不久，率领三十萬清朝军队攻打朝鮮的事件。這是满洲（後金及清）政权第二次攻打朝鮮。
丁卯战争之后，朝鲜虽与后金政权结盟，但仍旧保持着与明朝的关系，2月，清太宗遣使通报朝鲜，自己将由「大汗」改称「皇帝」，希望朝鲜参与劝进并向其跪拜朝贺，顿时朝鲜举国哗然，皆不承認清朝窃帝号而不受。1636年，太宗以朝鮮背棄1627年平壤盟约为由，率领十万军队入侵朝鲜。清军渡江后，发挥其善于野战的特点，绕过坚固的城池不攻，长驱直入，十二天之后便抵达朝鲜京城汉阳城下，朝鲜仁祖出走南汉山城避难。翌年（1637年）正月三十日，在南汉山城被清兵围困数月之后，仁祖出城，前往汉江东岸的三田渡清营向清太宗投降，史称「丁丑下城」。经过此战，朝鲜成为清朝的藩属国，并彻底断绝了与原宗主国明朝的关系。

## 背景
1619年的薩爾滸之戰後，明朝對原来辽东地区以及朝鲜的影響力大為下降，女真族的後金政權開始強大起來。1627年，後金君主皇太極遣兵入侵朝鮮，朝鮮被迫與後金議和，與後金結盟。但當時朝鮮由親明的西人派執掌政權，依然保持與明朝的關係，收留明朝戰敗逃至朝鮮的將領，對後金持敵對態度。
1628年，朝鮮依據與後金的協議，開市於中江。皇太極計畫趁機進攻明朝，向朝鮮徵調兵船。朝鮮仁祖故意拖延三日後才接見後金的使臣，並對他說：「明國猶吾父也。助人攻吾父之國，可乎？船殆不可借也。」
1632年，皇太極派巴都禮、察哈喇等人前往朝鮮頒定貢額。仁祖僅同意貢獻貢額的十分之一，推託說金銀、牛角不是朝鮮的特產，拒絕獻出。皇太極大為光火，於次年致書仁祖，責其減歲幣額，並竊葠畜、匿逃人之罪，欲罷遣使，專互市。朝鮮索性拒絕同後金在會寧城的互市，此後又多次拒絕互市，並在京畿、黃海、平安三道加築白馬山城等十二城，以加強對後金的防備。
1635年，皇太極攻察哈爾，林丹汗之子额哲獻傳國玉璽投降。各貝勒與蒙古王公皆建議皇太極稱帝，皇太極遣英俄爾岱通報朝鮮，朝鮮群臣皆言不可。仁祖將英俄爾岱囚禁在議政府，英俄爾岱等人奪民間之馬，破門北逃。仁祖派人追上，宣佈不承認1627年的城下之盟。英俄爾岱逃回後金並報告皇太極，皇太極大為光火。

## 过程

### 攻入朝鮮

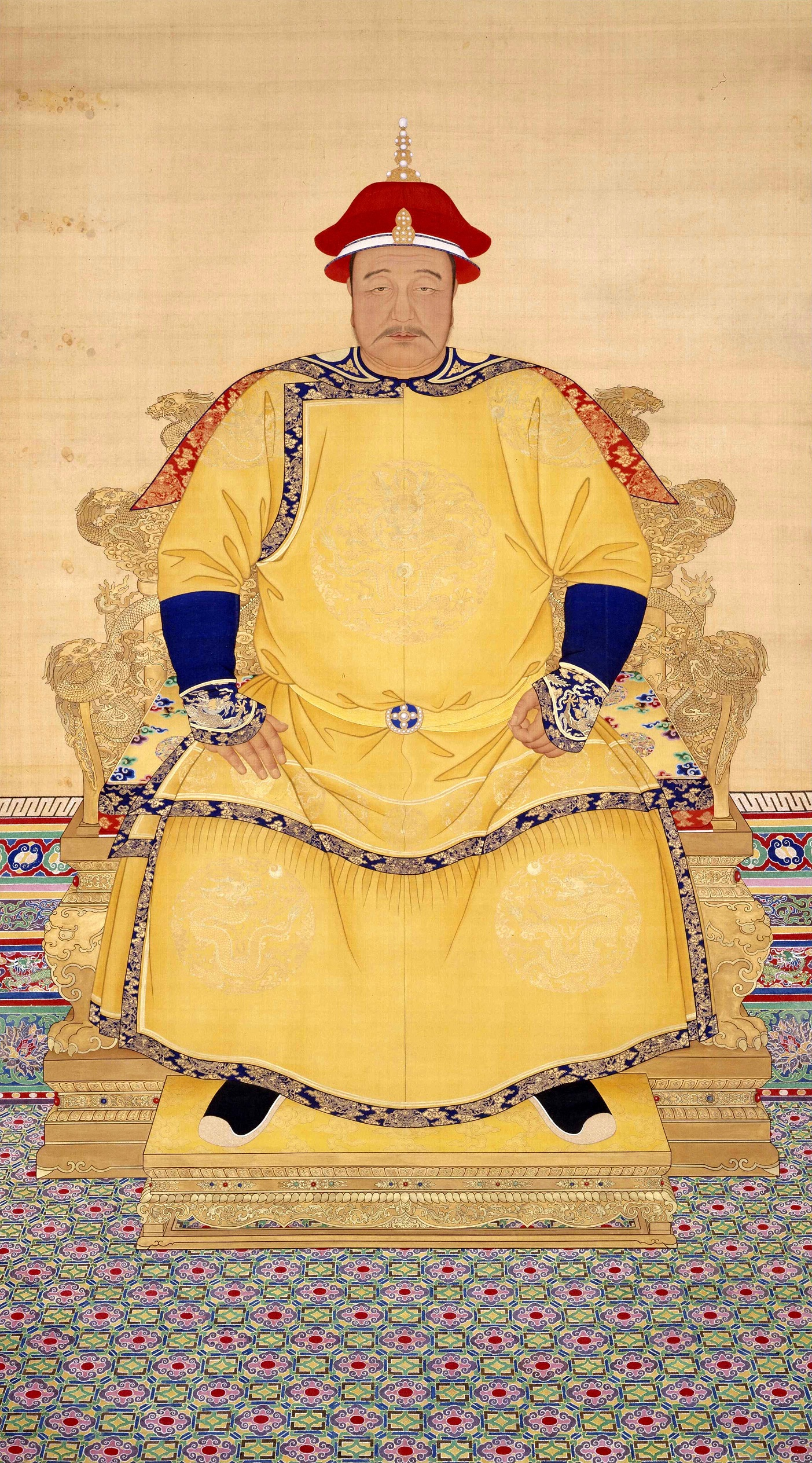
御驾亲征的清太宗皇太极

1636年四月，皇太極稱帝，改國號為大清，是為清太宗。當時朝鮮的春信使羅德憲、回答使李廓正在盛京，參加了登基大典。羅德憲、李廓二人堅決認為明朝是朝鮮的宗主國，拒絕向太宗行三跪九叩之禮，而當其是朝鮮一國上下也是群情洶湧，掌令洪翼漢就上斥和疏言「臣墮地之初，只聞有大明天子耳...今乃服事胡虜，偸安僅存，縱延晷刻，其於祖宗何，其於天下何，其於後世何？...臣愚以爲，戮其使而取其書、函其首，奏聞于皇朝。」另外還有一百三十八名太学生联名以及諸多官員上疏，请斩使焚书，這使太宗非常憤怒。
同年十一月，太宗以朝鮮違背盟約為由，準備入侵朝鮮，先遣回朝鮮使臣李廓，通報仁祖。臘月初二日，派濟爾哈朗守盛京（今瀋陽），阿濟格、阿巴泰守遼河入海口以遏明軍，太宗親自率領清軍十二萬入侵朝鮮。太宗令多爾袞、豪格分統左翼滿洲、蒙古兵，從寬甸入長山口；戶部承政馬福塔、英俄爾岱等率兵三百人，裝扮成商人，突襲朝鮮王都漢陽城；多鐸、岳託等人率數千兵馬接應。太宗與代善率其他各路軍馬進攻朝鮮。
臘月初六日，朝鮮邊境望見清軍，舉二把烽火示警，朝鮮都元帥金自點不予理會。臘月初十日，清軍主力迅速渡鎮江。十二日，兵至郭山城，定州降。因金自點漠視烽火加上呈送漢城的狀啟被清軍搶奪，導致朝鮮朝廷直到十二日才得知清軍急襲。
臘月十三日，仁祖得到清軍入侵的消息；都元帥金自點派人向仁祖告急，奏稱清軍攻至安州。仁祖大驚，令沈器遠負責京城漢陽的防衛，同時還命令老弱之臣可以前往江華島避難。翌日，仁祖得知清軍已過松都（今開城）的消息，派人將宮眷、神主、王族遷往江華島，自己則退往南漢山城。仁祖車駕過崇禮門時，馬福塔所率的突襲部隊突然出現在城外。仁祖一面令申景禛率兵出城防禦，一面派崔鳴吉前去勞軍，希望拖延時間。馬福塔給出的答覆是，要求仁祖派一名王弟、一名大臣為人質前來。乘和談之機，仁祖自己向南漢山城逃去，當夜初更逃到該城。翌日，仁祖聽從金瑬的建議，準備逃到江華島去，但由於暴雪大降、路途難行，只得固守南漢山城。又派遣綾峰守李偁號稱王弟，以刑曹判書沈諿加大臣銜出使清軍求和。太宗斥責朝鮮在丁卯年派出假王子為人質，又詰問沈諿，李偁是否是假王弟，沈諿不能答，並自己承認「我既不是大臣，綾峯君也不是王子。」太宗詰問投靠清人的朴蘭英，朴蘭英卻堅稱李偁是真王弟、沈諿為真大臣。太宗大怒，殺朴蘭英，驅逐朝鮮使者，並堅持要求朝鮮送王世子李溰為人質。

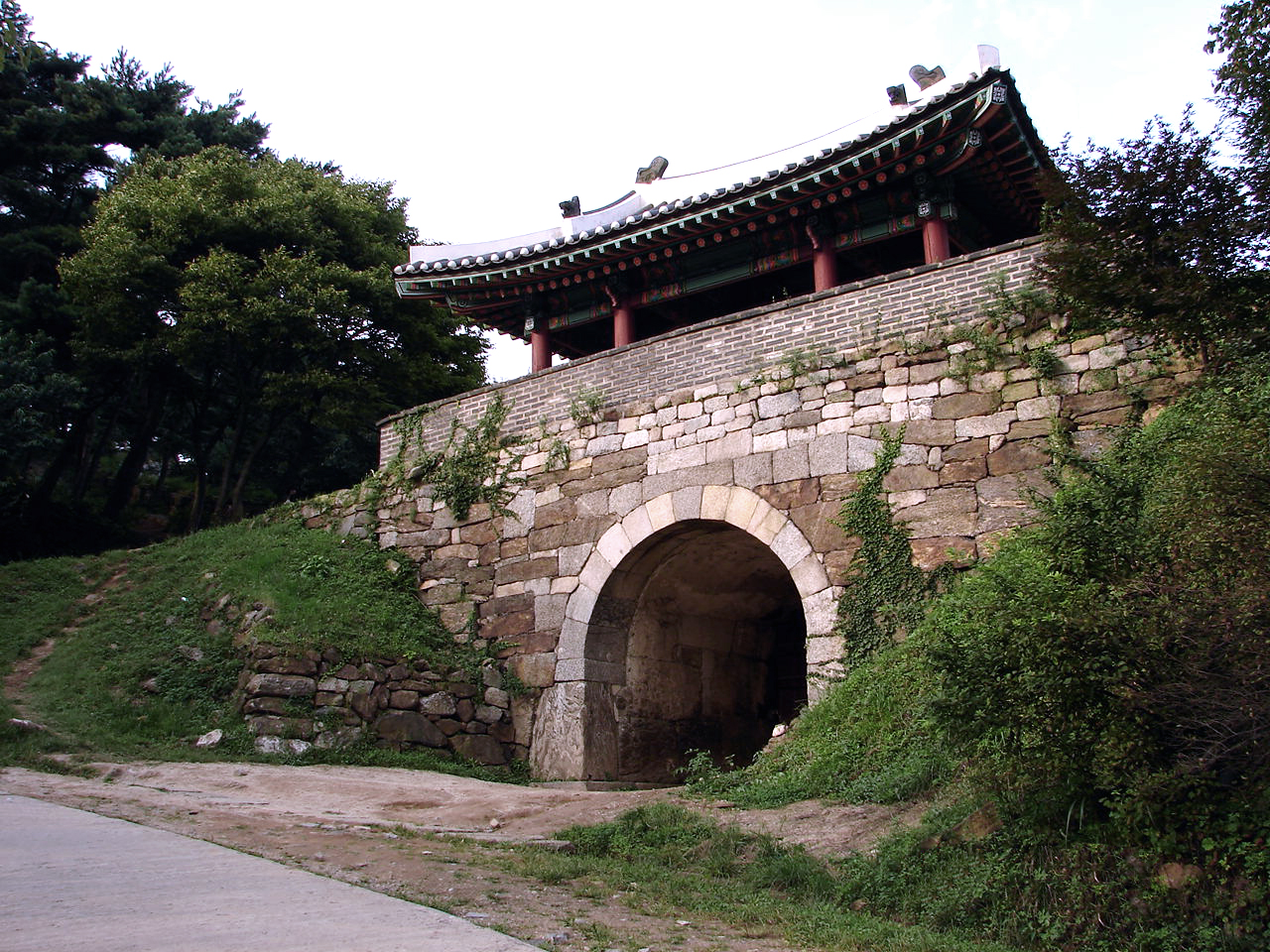
南漢山城北門（清軍在丙子戰爭中數度攻打此門）

為了籠絡人心，仁祖親自登上南漢山城城樓鼓舞士氣，又赦免都元帥金自點、副元帥申景瑗、平安兵使柳琳、義州府尹林慶業互相傾軋之罪，諭以急速進兵抗敵。又發檄各道，要求入兵增援。雖然如此，仁祖和群臣都對時勢持悲觀態度。他召集群臣，問是否因答應清方要求。群臣或主战或主和，莫衷一是。十九日，清軍前驅部隊到達南漢山城下。仁祖親自登城，朝鮮軍用火炮擊退了清軍的進攻。此後，朝鮮軍隊還多次與清軍交戰。崔鸣吉等主和派大臣建议与清讲和，清朝要求送出世子方可议和，震惊朝鲜上下。

### 劝降未成
二十日，太宗率清軍主力至松都，又遣使勸降。仁祖拒絕，並召都元帥金自點、副元帥申景瑗率軍回援，令各地軍隊前來勤王，又令金慶徵前去南部三道召集水師，準備與清軍決戰。留都大將沈器遠派人送狀啓，在狀啓中，他故意誇大了自己的戰功，群臣無不激憤。
二十四日，南漢山城內開始出現糧草不足的情況。朝鮮各處守軍見國王被圍，紛紛前來支援。公清兵使李義培畏懼清軍，駐紮竹山不進兵。江原道營將權井吉領兵到儉丹山，遭清兵擊敗。公清監司鄭世規領兵在險川，依山佈陣，遭清兵擊敗，全軍覆沒，鄭世規本人僅以身免。
二十七日，太宗率清軍主力至臨津江北岸。此時南漢山城幾乎斷絕了外界的音信，二十八日，留都大將沈器遠送來擊退清軍進攻的消息後，體察使金瑬派兵出北門而戰，遭到清軍的偷襲，大敗。都元帥金自點、副元帥申景瑗在黃海道的洞仙擊敗清軍，慶尚兵使閔栐亦率兵至忠州水橋。

### 攻破汉阳

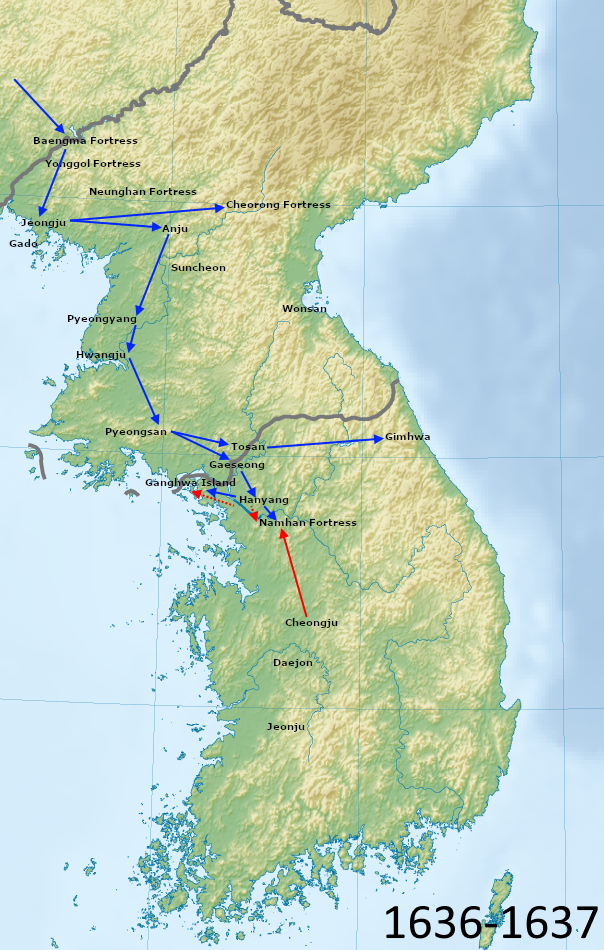
1636年清军攻击朝鲜路线

崇德二年（1637年）正月初一，太宗趁江面結冰之際渡江攻漢陽，沈器遠棄城退駐光陵。此時多鐸部也已攻破平壤，與太宗會師。太宗率兵駐紮炭川，俯瞰南漢山城中。仁祖聽從吏曹判書崔鳴吉的建議，派洪瑞鳳、金藎國、李景稷等前去求和。四日，清大軍渡漢江。駐紮漢陽東二十里江岸。此時朝鮮各道的勤王之軍陸續趕來。七日，清兵擊敗全羅監司李時昉部。南兵使徐佑申、咸鏡監司閔聖徽合兵，屯兵楊根、薇原，號稱二萬三千；平安道別將領八百餘騎至安峽；慶尚左兵使許完領兵到雙嶺，未及交鋒，軍敗而死；右兵使閔栐力戰良久，亦敗死；忠淸監司鄭世規進兵龍仁、險川，亦戰敗；平安道觀察使洪命耉，與清兵大戰于金化，兵敗陣亡。另一路的清軍多爾袞、豪格左翼軍由長山口克昌州城，敗安州、黃州兵五百，寧邊城兵千，截殺援兵一萬五千，七日與太宗會師。貝勒杜度率兵送來大炮，清兵合力圍攻南漢山城。
十三日，仁祖遣遣洪瑞鳳、崔鳴吉、尹暉等出城議和，遭到拒絕。十九日，再遣李弘冑、崔鳴吉、尹暉求和。二十日，仁祖正式決定向清朝稱臣；翌日，遣李弘冑出使清營，獻書投降。太宗要求仁祖下城親自投降，仁祖懷疑是奸計，因此不接受。二十二日，太宗遣多爾袞襲破江華島，俘虜朝鮮王妃、王子、宗室、群臣家屬等眾。前右議政金尚容、前右承旨洪命亨、司僕寺主簿宋時榮、前司憲府掌令李時稷等人不願成為清兵的俘虜，自殺身亡。
太宗再次要求仁祖親自出城投降，並威脅若是不從，城破之後便要屠城。世子主动要求出城做人质，表示：“泰山既垂于鸟卵之上，国步谁措于盘石之坚，事已急矣！予既有弟二人，又有一子，亦可奉宗社。予虽死于贼，尚何憾焉？”二十三日，仁祖決定送世子李溰代他出城投降，称：“予为宗社、生灵，出不得已之计矣……渠为父出去，不害于义理，而人子之至情也”。但英俄爾岱傳諭，一定要仁祖親自出城，並威脅說太宗準備回到盛京去，若不答應就不要再求和了。在此期間，清兵又發動了幾次攻城，希望迫使朝鮮投降。仁祖只得在二十七日答應了這個要求。次日，太宗同意了仁祖的求和，並要求他親自出城。清朝提出“三田渡盟约”，要求朝鲜以“长子及再一子为质”。

### 丁丑下城

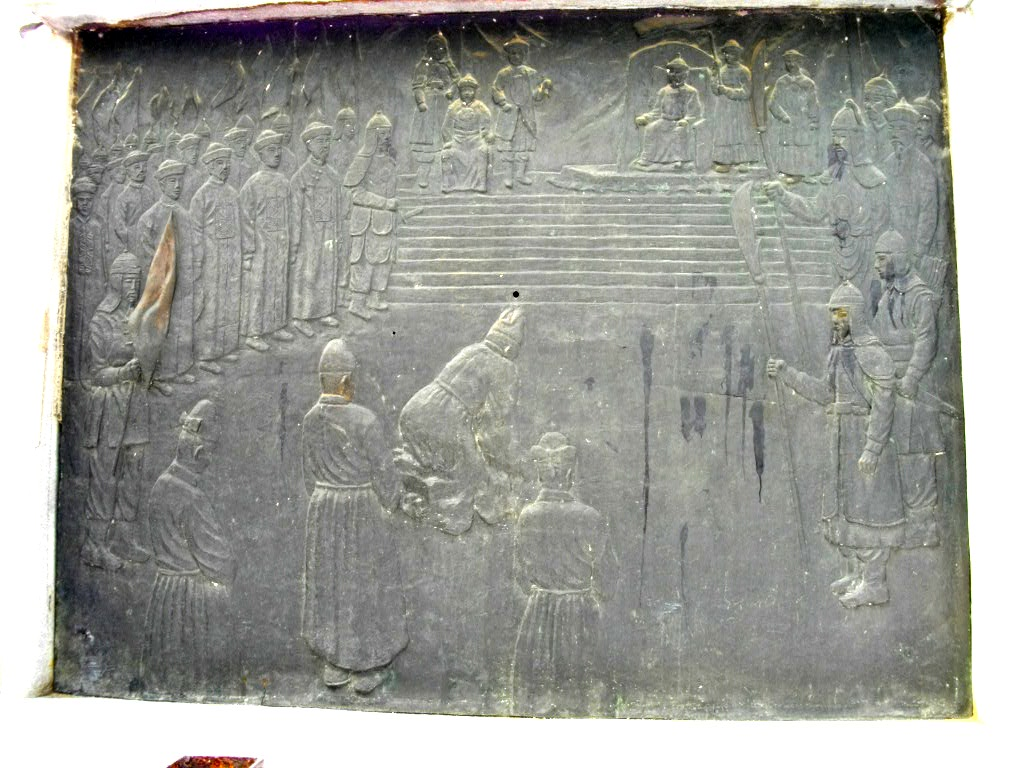
韓國首爾三田渡，朝鮮仁祖向清太宗行三跪九叩之禮的想像浮雕，製於1983年，2008年被拆除

二十九日，仁祖先縛斥和派人物弘文館校理尹集、修撰吳達濟及台諫洪翼漢獻清軍。次日仁祖與王世子李溰率侍從五十餘人，穿青衣親自出城，群臣哭送於西門。仁祖出城時，英俄爾岱和馬福塔已率軍在城外迎接。朝鮮百姓看見仁祖隨清軍離去，誤以為清軍要把仁祖押到盛京，都痛哭失聲。仁祖隨清軍來到三田渡，與太宗會面，向太宗行三跪九叩之禮。這就是歷史上的「丁丑下城」。雙方簽訂和議：
- 朝鮮成為清朝的藩屬國。
- 朝鮮斷絕與原宗主國明朝的關係。
- 朝鮮仁祖長子李溰、次子李淏赴奉天作人質。
- 朝鮮應向清朝朝貢。每年黄金百两、白银千两、水牛角二百对、貂皮百张、鹿皮百张、茶葉千包、水獭皮四百张、青黍皮三百张、胡椒十斗、腰刀二十六口、顺刀二十口、苏木二百斤、大纸千卷、小纸千五百卷、五爪龙席四领、花席四十领、白苎布二百疋、绵绸二千疋、细麻布四百疋、细布万疋、布四千疋、米万包。
- 清朝攻打明朝所屬的島嶼皮岛時，朝鮮應該出兵、出軍艦五十艘協助。
- 清朝禁止朝鮮大量修建城堡等防禦工事。

在一系列儀式之後，朝鮮歸附了清朝，並在三田渡地區建立「大清皇帝功德碑」（俗稱三田渡碑）。太宗隨即撤軍歸國。

## 戰後
清朝将“六十万”（数字也许有夸张）朝鲜人押回沈阳市场贩卖，其中还不包括被清军中的蒙古人掠往蒙古的朝鲜人。还掠走朝鲜大量物资，后来朝鲜政府向清朝支付赎金赎回了一些人。根據協議，朝鮮被迫與明朝斷交，接受清朝的冊封，成為清朝的藩屬國。根據規定，朝鮮使用的年号由明朝年号改为清朝年号。朝鮮朝廷要求斥和者自首，洪翼汉、尹集、吴达济三人自首，被清军抓往盛京杀害，号称“三学士”。
雖然朝鮮屈服於清朝的統治，但朝鮮人對清朝非常反感，稱呼清朝為「胡虜」。這種敵對的稱呼和態度，在《朝鮮王朝實錄》中比比皆是。朝鮮方面僅僅在外交上使用清朝年號，在國內則不使用，稱為「某某王某某年」，例如「仁祖大王十二年」等等。不少士人反滿崇明，甚至使用「崇禎」、「後崇禎」等年號，致使「崇禎」這個年號被朝鮮兩班士大夫沿用數百年。朝鮮孝宗可能因為在滿洲擔任過人質，餘怒未消，其在位期間，朝鮮甚至密謀起兵，聯合日本江戶幕府、南明勢力反對滿清，後來又計劃響應三藩之亂和東寧王國。但北伐計劃最終因財政困難而計劃擱淺。
将昭显世子扣为人质，既是清朝钳制朝鲜的手段，也是清朝要挟朝鲜攻打明朝等行动的筹码，同时又含有清朝扶植朝鲜亲清势力的意图。
在外交方面，朝鮮建立迎恩門以迎接清朝勅使，在1637年至1881年之間，朝鮮先後161次接待清朝勅使。朝鮮每年四次向清朝進貢（1644年後改為每年一次），直到甲午戰爭清朝戰敗為止。而在甲午戰爭清朝戰敗之後，迎恩門被拆毀，改建獨立門。

## 以丙子戰爭為背景的作品
- 《[[最終兵器弓|-{zh-hans:最终兵器：弓;zh-hant:弓箭之戰]]》（2011年韓國古裝電影）

- 朴海日、柳承龍、金武烈、文彩元等卡司主演。

- 《南漢山城》（The Fortress，2017年韓國古裝電影）

- 李炳憲、金倫奭、朴海日、高洙、朴喜洵、趙宇鎮等卡司主演。

- 《戀人》（2023年，韓國古裝電視劇）

- 南宮珉、安恩真、李學周、李多寅、金允宇 主演。

### 引用
1. ↑  據《朝鮮朝使臣眼中的中國形象》，第61頁。
2. ↑  《朝鮮王朝實錄·仁祖實錄》「十四年四月二十六日條」
3. 1 2 3  《清史稿·朝鮮傳》
4. ↑  羅萬甲《丙子錄》「始初曲折」
5. ↑  《朝鮮王朝實錄·仁祖實錄》「十四年十二月十三日條」
6. ↑  《朝鮮王朝實錄·仁祖實錄》「十四年十二月十四日條」
7. ↑  《朝鮮王朝實錄·仁祖實錄》「十四年十二月十五日條」
8. ↑  著者不詳，《山城日記》
9. 1 2  《朝鮮王朝實錄·仁祖實錄》「十四年十二月十六日條」
10. ↑  《朝鮮王朝實錄·仁祖實錄》「十四年十二月二十日條」
11. ↑  《朝鮮王朝實錄·仁祖實錄》「十四年十二月二十八日條」
12. ↑  《朝鮮王朝實錄·仁祖實錄》「十五年正月十五日條」
13. ↑  《朝鮮王朝實錄·仁祖實錄》「十五年正月二十八日條」
14. ↑  《朝鲜王朝实录·仁祖实录》卷34，十五年正月二十二日条
15. ↑  《承政院日记》，仁祖十五年正月二十六日条
16. ↑  《朝鲜王朝实录·仁祖实录》卷34，十五年正月二十八日
17. ↑  《丙子錄》
18. ↑  .   [2012-05-23]. （原始内容存档于2012-03-07）.
19. ↑  .   [2014-09-01]. （原始内容存档于2015-05-07）.